# We Will Rock You
We Will Rock You – piosenka grupy Queen wydana na podwójnym singlu w 1977 roku, który promował album News of the World (1977). Autorem utworu jest Brian May.
Zamiast typowej sekcji rytmicznej, w utworze wykorzystano odgłosy tupania i klaskania. Odgłosy te zespół stworzył sam, później dodając efekt pogłosu, co sprawia wrażenie, jakby w nagraniu uczestniczyło wielu ludzi.
Na koncertach bezpośrednio po „We Will Rock You” zespół zwykle wykonywał „We Are the Champions”. W Wielkiej Brytanii, na oryginalnym winylowym wydaniu, utwór był na stronie B singla „We Are the Champions”, jednakże amerykański producent umieścił oba utwory na jednej stronie – z tego powodu są często razem odtwarzane w radiu oraz przy innych okazjach.
Teledysk nagrywany zimą na świeżym powietrzu wymusił od Briana Maya użycia repliki gitary Red Special.
Queen wykonywał na koncertach „We Will Rock You” także w zmodyfikowanej wersji, wyróżniającej się szybszym tempem i wykorzystaniem instrumentów (gitara elektryczna, gitara basowa i perkusja) jako sekcji rytmicznej. Zespół często otwierał tym wykonaniem swoje występy w późnych latach 70. i wczesnych 80., co zarejestrowano m.in. na nagraniach Live Killers (1979), Queen Rock Montreal (2007), i na albumie Queen on Fire – Live at the Bowl wydanym w 2004. Utwór został wykonany także na koncercie Live Aid w 1985.

## Listy przebojów
| Kraj | Lista             | Pozycja | Źr.   |
| ---- | ----------------- | ------- | ----- |
| PL   | AirPlay – Top 100 | 52      | [ 2 ] |